# Ecuadorianische Beachhandball-Nationalmannschaft der Frauen
Die ecuadorianische Beachhandball-Nationalmannschaft der Frauen repräsentiert den Handball-Verband Ecuadors als Auswahlmannschaft auf internationaler Ebene bei Länderspielen im Beachhandball gegen Mannschaften anderer nationaler Verbände. Vor allem auf kontinentaler Ebene hat die Mannschaft schon einige Erfolge erreicht.
Eine als Unterbau fungierende Nationalmannschaft der Juniorinnen wurde bislang nicht gegründet. Das männliche Pendant ist die Ecuadorianische Beachhandball-Nationalmannschaft der Männer.

## Geschichte
Es dauerte vergleichsweise lange, bis Ecuador eine weibliche Beachhandball-Nationalmannschaft aufstellte. Erst in den 2010er Jahren begann der Verband seine Nationalmannschaft sporadisch zu einzelnen internationalen Meisterschaften und Turnieren zu entsenden. Erstmals nahm die Mannschaft somit auch 2011 bei den South-American Beach Games im heimischen Manta teil und wurde Sechste. Auch die Teilnahme an den Juegos Bolivarianos de Playa 2012 war ein Pflichttermin und brachte Rang fünf ein. 2014 verpasste das Team zunächst bei den Pan-Amerikanischen Meisterschaften, danach bei den Juegos Bolivarianos de Playa als Viertplatzierte knapp den ersten Gewinn einer Medaille. Danach dauerte es acht Jahre, bis Ecuador 2022 in Maceió bei den Süd- und Mittelamerikanische Meisterschaften wieder bei einer internationalen Meisterschaft antrat und den sechsten und damit letzten Platz belegte. Obwohl die Nationalmannschaft nicht zum Einsatz kam, wurde der Sport dennoch in Ecuador betrieben.

## Teilnahmen
| World Games - 2001: keine Teilnahme - 2005: keine Teilnahme - 2009: nicht qualifiziert - 2013: nicht qualifiziert - 2017: nicht qualifiziert - 2022: nicht qualifiziert World Beach Games - 2019: nicht qualifiziert - 2023: | Weltmeisterschaften - 2001: abgesagt - 2004: nicht qualifiziert - 2006: nicht qualifiziert - 2008: nicht qualifiziert - 2010: nicht qualifiziert - 2012: nicht qualifiziert - 2014: nicht qualifiziert - 2016: nicht qualifiziert - 2018: nicht qualifiziert - 2020: nicht qualifiziert, abgesagt - 2022: nicht qualifiziert | South-American Beach Games - 2009: keine Teilnahme - 2011: 6. - 2014: 4. - 2019: keine Teilnahme - 2023: Juegos Bolivarianos de Playa - 2012: 5. - 2014: 4. - 2016: keine Teilnahme | Pan-Amerikanische Meisterschaften - 2004: keine Teilnahme - 2008: keine Teilnahme - 2012: keine Teilnahme - 2014: keine Teilnahme - 2016: keine Teilnahme - 2018: keine Teilnahme Süd- und Mittelamerikanische Meisterschaften - 2019: keine Teilnahme - 2022: 6. |

- SABG 2011: Kader derzeit nicht bekannt

- BBG 2012: Maria de los Angeles Castillo Quiroz • Katherine Gislaine Bailon Mejía • Ivanna Lisseth Cedeño Lozada • Ximena Patricia Cedeño Mendoza  • Ana Monserrate Godoy Triviño • Patricia Maricela Hidalgo Carreño • Genesis Andrea Intriago Barreto • Amada Katiuska Salazar Chóez (TW)[2] • Ersatz: Mariela Betty Sánchez Gámez • Marjorie Gabriela Vernaza Lara[3]

- SABG 2014: Maria de los Angeles Castillo Quiroz • Ximena Patricia Cedeño Mendoza • Patricia Maricela Hidalgo Carreño • Kiara Belen Mejía Quiroz • Amada Katiuska Salazar Chóez (TW) • Mariela Betty Sánchez Gámez • Marjorie Gabriela Vernaza Lara[4]

- BBG 2014: Katherine Gislaine Bailon Mejía • Ivanna Lisseth Cedeño Lozada • Ximena Patricia Cedeño Mendoza • Patricia Maricela Hidalgo Carreño • Kiara Belen Mejía Quiroz • Kassandra Eugenia Mendoza Cedeño • Amada Katiuska Salazar Chóez (TW) • Mariela Betty Sánchez Gámez • Maria Gabriela Valencia Guaman • Marjorie Gabriela Vernaza Lara[5]

- SMAM 2022: Kader derzeit nicht bekannt

## Trainer
| Cheftrainer - 2015: Álex Bustamante - 2018: Ángel Quiñónez |